# 북송 휘종
송 휘종(宋 徽宗, 1082년 11월 2일(음력 10월 10일) ~ 1135년 6월 4일(음력 4월 21일))은 북송의 제 8대 황제(재위 : 1100년 ~ 1125년) 휘는 길(佶)이다. 절일은 천녕절(天寧節)이다. 제6대 황제 신종의 아들이자 철종의 동생이다. 예술 방면으로는 북송 최고의 한 사람이라고 손꼽히나 국가의 몰락을 가져온 암군이기도 하다.

## 생애

### 즉위 초
송나라 때 신종의 열한번째 아들로 태어났지만, 1100년 2월 형 철종이 대를 이을 아들이 없는 채로 25세의 일기로 붕어하자, 황제로 즉위한다. 중신들은 다른 황태자에 의한 황위 계승을 바랐지만, 황태후 흠성헌숙황후(欽聖憲肅皇后) 상씨(向氏)의 뜻에 따라 휘종에게 권좌가 넘어갔다. 치세 초에는 온건한 신법파로 황태후의 신임이 두터웠던 증포를 중용했고, 증포는 신법과 구법 양파로부터 인재를 등용하고, 신법과 구법의 다툼을 가라앉히고 점진적인 개혁을 진행했다. 하지만 신법파의 채경 등의 책동에 의해 증포는 실각하고 채경이 집권하면서 상황이 반전됐다.
휘종은 뛰어난 문인으로 문인들과 시로 화답을 했으며 회화에도 조예가 깊었으나 황제로서의 능력은 문인의 재능에 한 치도 미치지 못했다. 즉위 초 휘종에게 자식이 없을 때, 도성 동북쪽의 지세를 높여야 한다는 한 도사의 말에 흙산을 쌓아올리자 잇달아 자식이 생겼다. 휘종은 이에 계속해서 흙산을 쌓아올려 10여리에 이르는 산줄기를 만들고 정원 조성에 이용할 큰 암석들과 백성들을 동원하여 밀게 한 나무를 남쪽의 대운하를 사용하여 운반하게 했다(화석강). 또 예술 활동의 자금 만들기를 위해，채경이나 내시 동관 등을 등용하고 백성들에게 중과세를 부과했다.
신종, 철종 때는 왕안석의 신법을 이용하여 국가재정을 건전화 시켰지만, 휘종은 그것을 스스로의 사치를 위해 이용했다. 토지를 측량할 때에는 기존보다도 짧은 길이를 이용하고, 그것에 의해 발생한 잉여 논밭을 강제적으로 국고에 편입하거나, 매매계약서가 애매한 토지를 몰수하는 등 무리한 수단도 취했다. 이와 같은 악정에 시달린 백성들의 원한은 높아져, 방랍의 난 등 농민 반란이 연달아 일어났다. 이러한 반란 지도자의 중에는 산동에서 활동한 송강이라는 자가 있었는데, 그를 모델로 하여 탄생한 것이 명대의 소설 수호전이다．휘종은 채경과 동관 외에도 허위 군공을 세운 왕불, 향락에 필요한 자금을 모아온 양사성(梁師成)과 이언(李彦), 기화와 괴석을 많이 모아온 주면 등을 총애하였는데 이들은 사람들에게 육적(六賊)으로 불리며 지탄받았다.

### 정강의 변
1121년(선화 3년), 금나라는 송나라와의 맹약에 의해 요나라를 공격했지만, 송나라는 방랍의 난을 진압하기 위해 강남에 출병 중이었고, 휘종 자신의 결단력도 부족해 요나라에 대한 출병이 지연되었다. 다음해 겨우 송나라는 북방에 출병하여 요나라의 천조제가 있는 연경을 공격했다. 송나라 군대는 연이어 패배를 당하고, 성과를 올릴 수 없자 송군의 지휘관 동관은 금에 원군을 요청. 해상의 맹에 의해 금나라는 장성 이남에 출병하지 않기로 약속하였지만, 송나라의 요청에 의해 출병하여 순식간에 연경을 함락시켰다. 이 결과 맹약대로 연운16주 중 연경 이남의 6주는 송나라에 할양되었지만, 금군은 연운 이북을 약탈하고 연운 16주의 백성들도 금나라로 이주시켰다. 그 때문에 이곳에서는 세수를 징수할 수 없는 상태에 빠졌다. 또한 금은 연경 출병의 대가로 은 20만냥, 비단 30만 필, 전 100만관, 군량 20만석을 요구했고, 북송은 이것을 수락하지 않을 수 없었다.
1125년(선화 7년), 송나라는 연운16주의 일부 반환에는 성공하였지만, 금에 점령된 나머지 주의 탈환을 계획하고, 요나라의 패잔군과 몰래 금을 합공 하기로 획책했다. 그러나 이 음모는 금에 발각되어 금나라 태조 아골타가 송나라로 출병하는 사태를 초래한다. 당황한 휘종은 자기칙당(自己則當)(사직서와 같은 것)을 내어 퇴위하고, 장남인 황태자 조환(흠종)을 즉위시켜 태상황이 되었다. 금군으로부터 벗어나기 위해 개봉에서 탈출했지만, 흠종에 의해 되돌아 오게 되었다.
1126년(정강 원년) 금나라는 개봉을 함락시키고, 휘종과 흠종은 동시에 금나라에 끌려가게 되었다(정강의 변). 금나라는 도교에 심취해 국정을 소홀히 했다며, 정신이 혼미하다는 의미로 흠종에게 중혼후(重昏候), 휘종에게는 혼덕공(昏德公)이라는 모멸적인 칭호를 붙였다. 한편 휘종의 9번째 아들 조구(고종)가 극적으로 탈출하여 강남 임안에 남송을 건국하여 송은 명맥을 이어가게 된다.

### 최후
금나라로 끌려간 휘종과 흠종 부자는 오국성에 보내졌다. 휘종은 1135년에 생을 마감하고 그 아들 흠종은 1161년에 생을 마감하였다.

## 재상
| 순서                                | 이름                             | 재임기간                         | 칭호                                                                                  | 자(字)                           | 봉호                             | 시호                             |
| 상서복야(尚書僕射) 겸 시랑(侍郎)    | 상서복야(尚書僕射) 겸 시랑(侍郎) | 상서복야(尚書僕射) 겸 시랑(侍郎) | 상서복야(尚書僕射) 겸 시랑(侍郎)                                                      | 상서복야(尚書僕射) 겸 시랑(侍郎) | 상서복야(尚書僕射) 겸 시랑(侍郎) | 상서복야(尚書僕射) 겸 시랑(侍郎) |
| ----------------------------------- | -------------------------------- | -------------------------------- | ------------------------------------------------------------------------------------- | -------------------------------- | -------------------------------- | -------------------------------- |
| 1                                   | 장돈 (章惇)                      | 1100년                           | 상서좌복야(尚書左僕射) 문하시랑(門下侍郎)                                             | 자후 (子厚)                      | 신국공 (申國公)                  | 충민 (忠敏)                      |
| 2                                   | 한충언 (韓忠彦)                  | 1100년 ~ 1102년                  | 상서우복야(尙書右僕射) 중서시랑(中書侍郎) ↓ 상서좌복야(尚書左僕射) 문하시랑(門下侍郎) | 사박 (師樸)                      | 의국공 (儀國公)                  | -                                |
| 3                                   | 증포 (曾布)                      | 1100년 ~ 1102년                  | 상서우복야(尙書右僕射) 중서시랑(中書侍郎)                                             | 자선 (子宣)                      | -                                | 문숙 (文肅)                      |
| 4                                   | 채경 (蔡京)                      | 1102년 ~ 1106년                  | 상서우복야(尙書右僕射) 중서시랑(中書侍郎) ↓ 상서좌복야(尚書左僕射) 문하시랑(門下侍郎) | 원장 (元長)                      | -                                | -                                |
| 5                                   | 조정지 (趙挺之)                  | 1105년                           | 상서우복야(尙書右僕射) 중서시랑(中書侍郎)                                             | 정부 (正夫)                      | -                                | 청헌 (淸憲)                      |
| 5                                   | 조정지 (趙挺之)                  | 1106년 ~ 1107년                  | 상서우복야(尙書右僕射) 중서시랑(中書侍郎)                                             | 정부 (正夫)                      | -                                | 청헌 (淸憲)                      |
| 6                                   | 채경 (蔡京)                      | 1107년 ~ 1109년                  | 상서좌복야(尚書左僕射) 문하시랑(門下侍郎)                                             | 원장 (元長)                      | -                                | -                                |
| 7                                   | 하집중 (何執中)                  | 1109년 ~ 1116년                  | 상서좌복야(尚書左僕射) 문하시랑(門下侍郎) ↓ 태재(太宰) 문하시랑(門下侍郎)             | 백통 (伯通)                      | 청원군왕 (淸源郡王)              | 정헌 (正獻)                      |
| 8                                   | 장상영 (張商英)                  | 1110년 ~ 1111년                  | 상서우복야(尙書右僕射) 중서시랑(中書侍郎)                                             | 천각 (天覺)                      | -                                | 문충 (文忠)                      |
| 태재(太宰)/소재(少宰) 겸 시랑(侍郎) |                                  |                                  |                                                                                       |                                  |                                  |                                  |
| 9                                   | 채경 (蔡京)                      | 1112년 ~ 1120년                  | 의전태사(依前太師)                                                                    | 원장 (元長)                      | -                                | -                                |
| 10                                  | 정거중 (鄭居中)                  | 1116년 ~ 1117년                  | 태재(太宰) 문하시랑(門下侍郎)                                                         | 달부 (達夫)                      | 화원군왕 (華原郡王)              | 문정 (文正)                      |
| 11                                  | 유정부 (劉正夫)                  | 1116년                           | 소재(少宰) 중서시랑(中書侍郎)                                                         | 덕초 (德初)                      | 강국공 (康國公)                  | 문헌 (文憲)                      |
| 12                                  | 정거중 (鄭居中)                  | 1118년                           | 태재(太宰) 문하시랑(門下侍郎)                                                         | 달부 (達夫)                      | 화원군왕 (華原郡王)              | 문정 (文正)                      |
| 13                                  | 여심 (余深)                      | 1118년 ~ 1120년                  | 소재(少宰) 중서시랑(中書侍郎) ↓ 태재(太宰) 문하시랑(門下侍郎)                         | -                                | 위국공 (衛國公)                  | -                                |
| 14                                  | 왕보 (王黼)                      | 1119년 ~ 1124년                  | 소재(少宰) 중서시랑(中書侍郎) ↓ 태재(太宰) 문하시랑(門下侍郎)                         | 장명 (將明)                      | 숭국공 (崇國公)                  | -                                |
| 15                                  | 이방언 (李邦彦)                  | 1124년 ~ 1125년                  | 소재(少宰) 중서시랑(中書侍郎)                                                         | 사미 (士美)                      | -                                | -                                |
| 16                                  | 백시중 (白時中)                  | 1124년 ~ 1125년                  | 태재(太宰) 문하시랑(門下侍郎)                                                         | 몽형 (蒙亨)                      | 경국공 (慶國公)                  |                                  |
| 17                                  | 채경 (蔡京)                      | 1124년 ~ 1125년                  | 의전태사(依前太師)                                                                    | 원장 (元長)                      | -                                | -                                |

## 예술가로서의 휘종
문인, 음악가, 화가로서 휘종의 재능은 높게 평가되며, 송대를 대표할만한 인물의 한 사람으로 손꼽힌다.
책의 분야에서는 송나라의 4대가라 일컬어지는 소철, 황정견, 채양 등의 4사람을 열거하는데, 휘종과 그의 재상이던 채경도 포함될 수 있다.
휘종은 수금체(瘦金體)라고 칭해지는 독특한 서체를 만들었고, 광초(狂草)라는 초서체에도 능했다. 회화로는 사실적인 원체화를 완성하여 풍류천자라고 칭해졌다. 특히 산수화와 화조화에 정통했으며 인재의 양성에도 관심을 기울여 휘종 대에 송나라 회화는 크게 발전했다. 휘종은 도화박사원(圖畵博士院)을 설립하고 당시에서 따온 구절로 그림을 그리게 하여 궁중화원을 뽑았으며 그 규모도 크게 늘렸다. 또한 진궁(眞宮), 오악관(五岳觀)을 짓고 용덕궁(龍德宮)을 개축하여 화원들에게 그 벽에 그림을 그리게 하기도 했다. 현재 휘종의 친필은 극히 귀중한 문화재가 되어 있으며, 일본에 있는 도구도는 국보로 지정되어 있다. 음악에 있어서는 대악에 큰 뜻을 품고 쇠퇴한 아악을 정비하기 위하여 음률에 밝은 위한진의 도움을 받아 새로운 제례음악인 대성아악(大晟雅樂)을 창시하였다. 더불어 악제개혁을 단행하여 태상시에서 관장하던 예와 악을 분리시키고 악은 새로이 설립한 대성부에서 관장하게 하였다. 또한 이러한 대성아악을 고려 예종에게 전해주기도 하였다. 그 외 희곡, 바둑, 축국 등에도 능했다.

## 존호, 시호, 묘호
존호는 대부분이 도교의 영향을 받았고, 1117년 4월 경에 교주도군황제(敎主道君皇帝)로 올렸고, 1123년 7월 쯤에 계천흥도부문성무예명황제(繼天興道敷文成武睿明皇帝)라는 유교적 존호를 따로 올렸다.
사후 시호는 성문인덕현효황제(聖文仁德顯孝皇帝)이며, 1143년에 시호를 가상하여 체신합도준렬손공성문인덕헌자현효황제(體神合道駿烈遜功聖文仁德憲慈顯孝皇帝)로 추시되었다. 묘호는 휘종(徽宗)이며, 원래 능은 영고릉(永固陵)이나 영우릉(永佑陵)으로 개칭하였다.

## 가족
휘종은 북송의 황제 가운데 가장 많은 자녀를 두었는데 아들이 31명, 딸이 34명이었다. 요절한 자녀를 제외한 대부분이 정강의 변 때 금나라에 끌려가 고초를 당했으며 그 과정에서 죽기도 하였다.

### 조부모와 부모
- 조부 : 영종(英宗) 선효황제(宣孝皇帝) 조서(趙曙)
- 조모 : 선인성렬황후(宣仁聖烈皇后) 고씨(高氏)
- 부친 : 신종(神宗) 성효황제(聖孝皇帝) 조욱(趙頊)
- 모친 : 흠자황후(欽慈皇后) 진씨(陳氏)

### 황후
| 봉호       | 시호                | 이름(성씨) | 별칭   | 재위년도        | 생몰년도        | 국구(장인/장모)                                             | 능묘            | 비고   |
| ---------- | ------------------- | ---------- | ------ | --------------- | --------------- | ----------------------------------------------------------- | --------------- | ------ |
| 황후(皇后) | 현공황후 (顯恭皇后) | 왕씨(王氏) | [ 9 ]  | 1100년 ~ 1108년 | 1084년 ~ 1108년 | 영국공(榮國公) 왕조(王藻) 위국태부인(衛國太夫人) 여씨(呂氏) | 유릉 (裕陵)     |        |
| 황후(皇后) | 현숙황후 (顯肅皇后) | 정씨(鄭氏) | [ 10 ] | 1111년 ~ 1125년 | 1079년 ~ 1131년 | 남양군희정왕(南陽郡僖靖王) 정신(鄭紳)                       | 영우릉 (永佑陵) |        |
| 귀비(貴妃) | 명달황후 (明達皇后) | 유씨(劉氏) | [ 11 ] | (추존)          | ? ~ 1113년      |                                                             |                 | [ 12 ] |
| 귀비(貴妃) | 명절황후 (明節皇后) | 유씨(劉氏) | [ 13 ] | (추존)          | 1088년 ~ 1121년 |                                                             |                 | [ 14 ] |
| 현비(賢妃) | 현인황후 (顯仁皇后) | 위씨(韋氏) | [ 15 ] | (추존)          | 1080년 ~ 1159년 | 한왕(韓王) 위안례(韋安禮) 한위국부인(韓魏國夫人) 송씨(宋氏) | 영우릉 (永佑陵) | [ 16 ] |

### 후궁
비(妃)
| 봉호       | 시호                | 이름(성씨) | 별칭                                         | 생몰년도        | 비고                     |
| ---------- | ------------------- | ---------- | -------------------------------------------- | --------------- | ------------------------ |
| 귀비(貴妃) | 의숙귀비 (懿肅貴妃) | 왕씨(王氏) | 평창군군(平昌郡君)                           | ? ~ 1117년      |                          |
| 귀비(貴妃) |                     | 왕씨(王氏) | 수창군군(壽昌郡君) 숙비(淑妃) 대귀비(大貴妃) |                 |                          |
| 귀비(貴妃) |                     | 왕씨(王氏) | 평창군군(平昌郡君) 덕비(德妃) 소귀비(小貴妃) | 1092년 ~ 1127년 |                          |
| 귀비(貴妃) |                     | 교씨(喬氏) | 의춘군군(宜春郡君) 덕비(德妃)                | 1081년 ~ ?      |                          |
| 귀비(貴妃) | 숙비(淑妃)          | 최씨(崔氏) | 평창군군(平昌郡君) 덕비(德妃)                | 1091년 ~ 1130년 | 폐서인 되나 숙비로 복원. |
| 수용(修容) | 현비(賢妃)          | 양씨(揚氏) | 영가군군(永嘉郡君)                           | ? ~ 1115년      |                          |

빈(賓)
| - 숙의 금롱옥(淑儀 金弄玉) - 숙용 배월리항아(淑容 裴月裏嫦娥) - 숙용 진교자(淑容 陳嬌子) - 충의 신관음(充儀 申觀音) - 충의 좌보금(充儀 左寶琴) - 충용 신유랑(充容 新劉娘) - 충용 진회산(充容 秦懷珊) | - 충원 석주주(充媛 席珠珠) - 충원 해교방(充媛 奚巧芳) - 귀의 금추월(貴儀 金秋月) - 귀의 주계림(貴儀 朱桂林) - 소의 하씨(昭儀 夏氏) - 소의 주소휘(昭儀 朱素輝) - 소용 이주원(昭容 李珠媛) | - 소용 왕삼보노(昭容 王三寶奴) - 소원 정미랑(昭媛 鄭媚娘) - 수의 육교노(修儀 陸嬌奴) - 수의 장경신(修儀 蔣敬身) - 수용 황보금(修容 黃寶琴) - 수용 모주영(修容 毛朱英) - 수용 진대화(修媛 陳大和) | - 순의 조용(順儀 曹柔) - 순용 서산화(順容 徐散花) - 순용 주경추(順容 周鏡秋) - 완의 임월자(婉儀 林月姉) - 완용 왕월궁(婉容 王月宮) - 완용 임금노(婉容 任金奴) - 완용 염보슬(婉容 閻寶瑟) |

세부(世婦)
| - 신첩여 왕씨(新婕妤 王氏) - 소첩여 왕씨(小婕妤 王氏) - 첩여 해불불(婕妤 奚拂拂) | - 첩여 배보경(婕妤 裴寶卿) - 첩여 관운향(婕妤 管芸香) - 첩여 사영서(婕妤 謝詠絮) | - 첩여 강봉우(婕妤 江鳳羽) - 첩여 구교운(婕妤 邱巧雲) - 첩여 유봉요(婕妤 劉蜂腰) | - 첩여 곽소노(婕妤 郭小奴) - 첩여 유국선(婕妤 劉菊仙) - 첩여 염월미(婕妤 閻月媚) |

| - 재인 교씨(才人 喬氏) - 재인 주류요(才人 朱柳腰) - 재인 막청련(才人 莫靑蓮) - 재인 엽소홍(才人 葉小紅) | - 재인 주춘도(才人 周春桃) - 재인 조소불노(才人 曹小佛奴) - 재인 이철적(才人 李鐵笛) - 재인 적금노(才人 狄金奴) | - 재인 소원노(才人 邵元奴) - 재인 방조운(才人 方朝雲) - 재인 형심향(才人 邢心香) - 재인 요소교노(才人 姚小嬌奴) | - 재인 나취양비(才人 羅醉楊妃) - 재인 정운선(才人 程雲仙) - 재인 고요운(才人 高曉雲) - 재인 금소금계(才人 金小金雞) |

| - 귀인 형소금(貴人 邢小金) - 귀인 노요요(貴人 盧嫋嫋) - 귀인 주하남(貴人 周河南) - 귀인 경앵도(貴人 景櫻桃) | - 귀인 하수금(貴人 何羞金) - 귀인 신향노(貴人 辛香奴) - 귀인 위불면(貴人 衛佛面) | - 미인 서계계(美人 徐癸癸) - 미인 주봉운(美人 朱鳳雲) - 미인 풍보옥아(美人 馮寶玉兒) - 미인 예춘운(美人 芮春雲) | - 미인 조관주(美人 曹串珠) - 미인 고묘아(美人 顧貓兒) - 미인 유소련(美人 兪小蓮) |

어처(御妻) - 법외(法外). 외명부 작위 이용
| - 복국부인 형불미(福國夫人 邢佛迷) - 화국공봉부인 이춘연(華國靖恭夫人 李春燕) - 위국부인 고복운(衛國夫人 顧福雲) - 순국부인 왕행림(順國夫人 王杏林) - 정국부인 이취선도(定國夫人 李醉仙桃) | - 경국부인 장소화(景國夫人 張小花) - 서국부인 형류자(徐國夫人 邢柳姉) - 익국부인 유백가(益國夫人 劉百哥) - 영국부인 위월고(榮國夫人 韋月姑) - 허국부인 유원앙(許國夫人 劉鴛鴦) | - 기국부인 고소랑(紀國夫人 顧小郞) - 노국부인 서춘라(魯國夫人 徐春羅) - 추국부인 오부노(鄒國夫人 吳富奴) - 신국부인 임혜경(愼國夫人 任蕙卿) - 승국부인 오단고(承國夫人 吳端姑) |

| - 거록부인 주연고(鉅鹿夫人 朱燕姑) - 평원부인 유춘방(平原夫人 劉春芳) - 회계부인 사삼노(會稽夫人 謝三奴) - 하간부인 유월노(河間夫人 劉月奴) - 유림부인 임옥도(楡林夫人 任玉桃) - 진류부인 오아노(陳留夫人 吳阿奴) | - 수양부인 이교랑(壽陽夫人 李巧郞) - 청하부인 장월선(淸河夫人 張月仙) - 삼원부인 왕새연화(三原夫人 王賽蓮花) - 강하부인 황관음노(江夏夫人 黃觀音奴) - 강평부인 왕금노(康平夫人 王金姑) | - 영양부인 장화미(榮陽夫人 張花媚) - 하내부인 정불보우(河內夫人 鄭佛保佑) - 굉농부인 양춘앵(宏農夫人 楊春鶯) - 태원부인 왕홍노(太原夫人 王紅奴) - 남양부인 왕묘아(南陽夫人 王貓兒) |

| - 부인 왕월노(夫人 王月奴) - 부인 기남랑(夫人 紀男郞) - 부인 진도화(夫人 陳桃花) - 부인 진교교(夫人 鄭巧巧) - 부인 양길보(夫人 楊吉保) - 부인 예이남(夫人 芮二南) - 부인 엽금고(夫人 葉金姑) - 부인 운화운(夫人 惲花雲) - 부인 조대고(夫人 曹大姑) | - 부인 유아노(夫人 劉阿奴) - 부인 황주홍(夫人 黃朱紅) - 부인 저취관음(夫人 褚醉觀音) - 부인 양삼고(夫人 陽三姑) - 부인 반옥아(夫人 潘玉兒) - 부인 문양비(夫人 文楊妃) - 부인 상수운(夫人 向岫雲) - 부인 순옥호아(夫人 荀玉虎兒) - 부인 이쌍비(夫人 李雙飛) | - 부인 장패고(夫人 張貝姑) - 부인 강은령(夫人 姜銀鈴) - 부인 비란고(夫人 費蘭姑) - 부인 곽소봉(夫人 霍小鳳) - 부인 강화고(夫人 江和姑) - 부인 종대보불(夫人 鍾大寶佛) - 부인 교서방(夫人 喬瑞芳) - 부인 팽불가(夫人 彭佛哥) - 부인 증사면소(夫人 曾四面笑) | - 부인 심금남(夫人 沈金男) - 부인 전천운(夫人 田倩雲) - 부인 장호랑(夫人 章好郞) - 부인 하청봉(夫人 何靑鳳) - 부인 양온화(夫人 梁溫和) - 부인 손성노(夫人 孫星奴) - 부인 마란수(夫人 馬蘭秀) - 부인 우일전홍(夫人 于一翦紅) - 부인 왕전운(夫人 王翦雲) |

### 황자
| -  | 봉호               | 시호       | 이름       | 생몰년도        | 생모          | 별칭                                         | 비고                  |
| -- | ------------------ | ---------- | ---------- | --------------- | ------------- | -------------------------------------------- | --------------------- |
| 1  | 황태자(皇太子)     |            | 조환(趙桓) | 1100년 ~ 1161년 | 현공황후 왕씨 | 한국공(韓國公) 경조군왕(京兆郡王) 정왕(定王) | 북송 제9대 황제 흠종. |
| 2  | 연왕(兗王)         | 충희(沖僖) | 조정(趙檉) | 1101년          | 현숙황후 정씨 |                                              | 요절함.               |
| 3  | 운왕(鄆王)         |            | 조해(趙楷) | 1101년 ~ 1130년 | 대귀비 왕씨   | 위국공(魏國公) 고밀군왕(高密郡王) 가왕(嘉王) |                       |
| 4  | 형왕(荊王)         | 도민(悼敏) | 조즙(趙楫) | 1102년 ~ 1103년 |               | 초국공(楚國公) 낙안군왕(樂安郡王)            | 요절함.               |
| 5  | 숙왕(肅王)         |            | 조추(趙樞) | 1103년 ~ 1130년 |               | 오국공(吳國公) 건안군왕(建安郡王)            |                       |
| 6  | 경왕(景王)         |            | 조기(趙杞) | 1104년 ~ 1138년 |               | 기국공(冀國公) 문안군왕(文安郡王)            |                       |
| 7  | 제왕(濟王)         |            | 조허(趙栩) | 1106년 ~ ?      | 귀비 교씨     | 노국공(魯國公) 안강군왕(安康郡王)            |                       |
| 8  | 익왕(益王)         |            | 조역(趙棫) | 1107년 ~ 1137년 | 명달황후 유씨 | 양국공(楊國公) 제양군왕(濟陽郡王)            |                       |
| 9  | 강왕(康王)         |            | 조구(趙構) | 1107년 ~ 1187년 | 현인황후 위씨 | 촉국공(蜀國公) 광평군왕(廣平郡王)            | 남송 초대 황제 고종.  |
| 10 | 빈왕(邠王)         | 충목(沖穆) | 조재(趙材) | 1107년 ~ 1116년 |               | 위국공(魏國公)                               | 요절함.               |
| 11 | 기왕(祁王)         |            | 조모(趙模) | 1107년 ~ 1138년 | 명달황후 유씨 | 진국공(鎮國公) 낙안군왕(樂安郡王)            |                       |
| 12 | 신왕(莘王)         |            | 조식(趙植  | 1108년 ~ 1148년 | 의숙귀비 왕씨 | 오국공(吳國公) 신도군왕(信都郡王)            |                       |
| 13 | 의왕(儀王)         |            | 조박(趙樸) | 1109년 ~ 1123년 |               | 옹국공(雍國公) 화원군왕(華原郡王)            |                       |
| 14 | 서왕(徐王)         |            | 조체(趙棣) | 1109년 ~ ?      |               | 서국공(徐國公) 고평군왕(高平郡王)            |                       |
| 15 | 기왕(沂王)         |            | 조악(趙㮙) | 1110년 ~ 1132년 | 소귀비 왕씨   | 기국공(冀國公) 하간군왕(河間郡王)            |                       |
| 16 | 운왕(鄆王)         | 충의(沖懿) | 조공(趙栱) | 1110년 ~ 1112년 |               | 정국공(定國公)                               | 요절함.               |
| 17 | 화왕(和王)         |            | 조식(趙栻) | 1111년 ~ 1128년 | 현비 양씨     | 광국공(廣國公) 남강군왕(南康郡王)            |                       |
| 18 | 신왕(信王)         |            | 조진(趙榛) | 1111년 ~ 1139년 | 명달황후 유씨 | 복국공(福國公) 평양군왕(平陽郡王)            |                       |
| 19 | 한왕(漢王)         | 충소(沖昭) | 조춘(趙椿) | 1112년 ~ 1113년 | 숙비 최씨     | 경국공(慶國公)                               |                       |
| 20 | 안강군왕(安康郡王) |            | 조악(趙楃) | 1112년 ~ ?      |               | 위국공(衛國公) 운국공(鄆國公)                |                       |
| 21 | 광평군왕(廣平郡王) |            | 조건(趙楗) | 1112년 ~ ?      |               | 한국공(韓國公)                               |                       |
| 22 | 진왕(陳王)         | 도혜(悼惠) | 조기(趙機) | 1114년          | 의숙귀비 왕씨 | 진국공(陳國公)                               | 요절함.               |
| 23 | 상국공(相國公)     |            | 조천(趙梴) | 1114년 ~ 1137년 | 대귀비 왕씨   |                                              |                       |
| 24 | 영국공(瀛國公)     |            | 조월(趙樾) | 1115년 ~ 1131년 |               |                                              |                       |
| 25 | 건안군왕(建安郡王) |            | 조앙(趙柍) | 1115년 ~ 1127년 | 명절황후 유씨 | 혜국공(惠國公)                               |                       |
| 26 | 가국공(嘉國公)     |            | 조의(趙椅) | 1118년 ~ 1130년 | 명절황후 유씨 |                                              |                       |
| 27 | 온국공(溫國公)     |            | 조동(趙棟  | 1119년 ~ ?      |               |                                              |                       |
| 28 | 영국공(英國公)     |            | 조사(趙楒) | 1120년 ~ ?      | 명절황후 유씨 |                                              |                       |
| 29 | 의국공(儀國公)     |            | 조동(趙桐  | 1121년 ~ 1148년 |               |                                              |                       |
| 30 | 창국공(昌國公)     |            | 조병(趙柄) | 1122년 ~ 1132년 |               |                                              |                       |
| 31 | 윤국공(潤國公)     |            | 조종(趙樅) | 1123년 ~ ?      |               |                                              |                       |
| 32 | 한국공(韓國公)     |            | 조상(趙相) | 1125년 ~ ?      |               |                                              | [ 17 ]                |
| 33 |                    |            | 조극(趙極) | 1127년 ~ ?      | 소첩여 왕씨   |                                              | [ 18 ]                |
| 34 |                    |            | 조주(趙柱) | 1130년 ~ ?      | 완용 염보슬   |                                              | [ 19 ]                |
| 35 |                    |            | 조단(趙檀) | 1131년 ~ ?      | 소원 정미랑   |                                              | [ 20 ]                |

(이 외에 황자들은 금나라에서 태어났으나 기록미상.)

### 황녀
| -                                                           | 봉호(공주)              | 봉호(제희)          | 시호        | 이름            | 생몰년도        | 생모          | 별칭                                  | 비고               |
| ----------------------------------------------------------- | ----------------------- | ------------------- | ----------- | --------------- | --------------- | ------------- | ------------------------------------- | ------------------ |
| 1                                                           | 가복공주 (嘉福公主)     | 가덕제희 (嘉德帝姬) |             | 조옥반 (趙玉盤) | 1100년 ~ 1141년 | 현숙황후 정씨 | 덕경공주(德慶公主)                    | 금 희종의 후궁.    |
| 2                                                           | 영복공주 (榮福公主)     | 영덕제희 (榮德帝姬) |             | 조금노 (趙金奴) | 1103년 ~ 1142년 | 현공황후 왕씨 | 영경공주(永慶公主)                    | 금 희종의 후궁.    |
| 3                                                           | 안복공주 (安福公主)     | 안덕제희 (安德帝姬) |             | 조금라 (趙金羅) | 1106년 ~ 1127년 | 현숙황후 정씨 | 숙경공주(淑慶公主) 진국부인(秦國夫人) | 정강의 변 때 사망. |
| 4                                                           | 강복공주 (康福公主)     | 무덕제희 (茂德帝姬) |             | 조복금 (趙福金) | 1106년 ~ 1128년 | 명달황후 유씨 | 연경공주(延慶公主)                    |                    |
| 5                                                           | 연복공주 (衍福公主)     | 순덕제희 (洵德帝姬) |             | 조부금 (趙富金) | 1109년 ~ ?      | 명달황후 유씨 |                                       |                    |
| 6                                                           | 창복공주 (昌福公主)     | 성덕제희 (成德帝姬) |             | 조호아 (趙瑚兒) | 1110년 ~ ?      | 현숙황후 정씨 |                                       |                    |
| 7                                                           | 현복공주 (顯福公主)     | 현덕제희 (顯德帝姬) |             | 조교운 (趙巧云) | 1110년 ~ 1162년 | 재인 교씨     |                                       |                    |
| 8                                                           | 순덕공주 (順德公主)     | 순덕제희 (順德帝姬) |             | 조영락 (趙纓絡) | 1111년 ~ 1137년 | 의숙귀비 왕씨 |                                       |                    |
| 9                                                           |                         | 의복제희 (儀福帝姬) |             | 조원주 (趙圓珠) | 1111년 ~ ?      |               |                                       |                    |
| 10                                                          |                         | 현복제희 (賢福帝姬) |             | 조금아 (趙金兒) | 1111년 ~ 1127년 | 의숙귀비 왕씨 |                                       | 정강의 변 때 사망. |
| 11                                                          | 화국장공주 (和國長公主) | 유복제희 (柔福帝姬) |             | 조다부 (趙多富) | 1112년 ~ 1141년 | 의숙귀비 왕씨 | 복국장공주(福國長公主)                | [ 21 ]             |
| 12                                                          |                         | 보복제희 (保福帝姬) |             | 조선랑 (趙仙郞) | 1112년 ~ 1127년 | 수용 한씨     |                                       | 정강의 변 때 사망. |
| 13                                                          |                         | 인복제희 (仁福帝姬) | 순목 (順穆) | 조향운 (趙香雲) | 1112년 ~ 1127년 | 숙비 최씨     |                                       | 정강의 변 때 사망. |
| 14                                                          |                         | 혜복제희 (惠福帝姬) |             | 조주주 (趙珠珠) | 1112년 ~ ?      | 완용 왕월궁   |                                       |                    |
| 15                                                          |                         | 영복제희 (永福帝姬) |             | 조불보 (趙佛保) | 1112년 ~ ?      | 숙비 최씨     |                                       |                    |
| 16                                                          |                         | 영복제희 (寧福帝姬) |             | 조관주 (趙串珠) | 1114년 ~ ?      | 숙비 최씨     |                                       | 금 희종의 후궁.    |
| 17                                                          |                         | 화복제희 (和福帝姬) |             | 조금주 (趙金珠) | 1116년 ~ ?      | 명절황후 유씨 |                                       |                    |
| 18                                                          |                         | 영복제희 (令福帝姬) |             | 조금인 (趙金印) | 1118년 ~ ?      |               |                                       | 금 희종의 후궁.    |
| 19                                                          |                         | 화복제희 (華福帝姬) |             | 조새월 (趙賽月) | 1119년 ~ ?      |               |                                       | 금 희종의 후궁.    |
| 20                                                          |                         | 경복제희 (慶福帝姬) |             | 조금고 (趙金姑) | 1121년 ~ ?      |               |                                       | 금 희종의 후궁.    |
| 21                                                          |                         | 순복제희 (純福帝姬) |             | 조금령 (趙金鈴) | 1123년 ~ ?      |               |                                       |                    |
| 정강의 변 전후(前後)로 요절하거나, 생년, 이름 미상인 황녀들 |                         |                     |             |                 |                 |               |                                       |                    |
| -                                                           | 숭국공주 (崇國公主)     |                     |             |                 |                 | 현공황후 왕씨 |                                       |                    |
| -                                                           |                         | 충의제희 (冲懿帝姬) |             |                 |                 | 의숙귀비 왕씨 |                                       |                    |
| -                                                           | 익국공주 (益國公主)     | 순숙제희 (順淑帝姬) |             |                 | ? ~ 1105년      | 현비 양씨     | 순경공주(順慶公主)                    | 요절함.            |
| -                                                           | 예국공주 (豫國公主)     | 수숙제희 (壽淑帝姬) |             |                 | ? ~ 1106년      | 현숙황후 정씨 | 수경공주(壽慶公主)                    | 요절함.            |
| -                                                           | 등국공주 (鄧國公主)     | 혜숙제희 (惠淑帝姬) |             |                 | 1105년          | 의숙귀비 왕씨 | 혜경공주(惠慶公主)                    | 요절함.            |
| -                                                           | 촉국공주 (蜀國公主)     | 안숙제희 (安淑帝姬) |             |                 | 1105년 ~ 1109년 | 명달황후 유씨 | 안경공주(安慶公主) 융복공주(隆福公主) | 요절함.            |
| -                                                           | 숭복공주 (崇福公主)     | 숭덕제희 (崇德帝姬) |             |                 | ? ~ 1121년      | 대귀비 왕씨   |                                       |                    |
| -                                                           | 상국공주 (商國公主)     | 강숙제희 (康淑帝姬) |             |                 | 1106년 ~ 1108년 | 의숙귀비 왕씨 | 강경공주(康慶公主) 승복공주(承福公主) | 요절함.            |
| -                                                           | 채국공주 (蔡國公主)     | 영숙제희 (榮淑帝姬) |             |                 | ? ~ 1110년      | 현숙황후 정씨 | 영경공주(榮慶公主) 의복공주(懿福公主) | 요절함.            |
| -                                                           | 노국공주 (魯國公主)     | 보숙제희 (保淑帝姬) |             |                 | ? ~ 1107년      | 대귀비 왕씨   | 보경공주(保慶公主)                    | 요절함.            |
| -                                                           | 휘복공주 (徽福公主)     | 휘복제희 (徽福帝姬) | 도목 (悼穆) | 조금선 (趙金仙) | ? ~ 1117년      |               |                                       |                    |
| -                                                           | 화국공주 (華國公主)     | 희숙제희 (熙淑帝姬) |             |                 | ? ~ 1112년      | 대귀비 왕씨   | 희복공주(熙福公主)                    |                    |
| -                                                           | 경국공주 (涇國公主)     | 돈숙제희 (敦淑帝姬) |             | 조삼금 (趙三金) | 1110년 ~ 1112년 |               | 수복공주(壽福公主)                    | 요절함.            |
| -                                                           |                         | 신복제희 (申福帝姬) | 충혜 (沖慧) |                 | 1103년 ~ 1114년 | 소귀비 왕씨   |                                       | 요절함.            |
| -                                                           | 수국공주 (隋國公主)     | 공복제희 (恭福帝姬) |             | 조소금 (趙小金) | 1126년 ~ 1129년 |               |                                       | [ 22 ]             |
| -                                                           |                         | 전복제희 (全福帝姬) |             |                 |                 |               |                                       | [ 23 ]             |
| -                                                           |                         | 제희 (帝姬)         |             |                 |                 |               |                                       | [ 24 ]             |

## 기년
| 휘종        | 원년                     | 2년             | 3년        | 4년        | 5년        | 6년        | 7년             | 8년                 | 9년                 | 10년       |
| ----------- | ------------------------ | --------------- | ---------- | ---------- | ---------- | ---------- | --------------- | ------------------- | ------------------- | ---------- |
| 서력 (西曆) | 1101년                   | 1102년          | 1103년     | 1104년     | 1105년     | 1106년     | 1107년          | 1108년              | 1109년              | 1110년     |
| 간지 (干支) | 신사(辛巳)               | 임오(壬午)      | 계미(癸未) | 갑신(甲申) | 을유(乙酉) | 병술(丙戌) | 정해(丁亥)      | 무자(戊子)          | 기축(己丑)          | 경인(庚寅) |
| 연호 (年號) | 건중정국 (建中靖國) 원년 | 숭녕(崇寧) 원년 | 2년        | 3년        | 4년        | 5년        | 대관(大觀) 원년 | 2년                 | 3년                 | 4년        |
| 휘종        | 11년                     | 12년            | 13년       | 14년       | 15년       | 16년       | 17년            | 18년                | 19년                | 20년       |
| 서력 (西曆) | 1111년                   | 1112년          | 1113년     | 1114년     | 1115년     | 1116년     | 1117년          | 1118년              | 1119년              | 1120년     |
| 간지 (干支) | 신묘(辛卯)               | 임진(壬辰)      | 계사(癸巳) | 갑오(甲午) | 을미(乙未) | 병신(丙申) | 정유(丁酉)      | 무술(戊戌)          | 기해(己亥)          | 경자(庚子) |
| 연호 (年號) | 정화(政和) 원년          | 2년             | 3년        | 4년        | 5년        | 6년        | 7년             | 8년 중화(重和) 원년 | 2년 선화(宣和) 원년 | 2년        |
| 휘종        | 21년                     | 22년            | 23년       | 24년       | 25년       |            |                 |                     |                     |            |
| 서력 (西曆) | 1121년                   | 1122년          | 1123년     | 1124년     | 1125년     |            |                 |                     |                     |            |
| 간지 (干支) | 신축(辛丑)               | 임인(壬寅)      | 계묘(癸卯) | 갑진(甲辰) | 을사(乙巳) |            |                 |                     |                     |            |
| 연호 (年號) | 3년                      | 4년             | 5년        | 6년        | 7년        |            |                 |                     |                     |            |

## 같이 보기
- 송나라의 황제
- 송나라의 경제